# Copa América 1987
Copa América 1987 – trzydzieste trzecie mistrzostwa kontynentu południowoamerykańskiego, odbyły się w dniach 27 czerwca – 12 lipca 1987 roku po raz ósmy w Argentynie. W turnieju grało dziesięć zespołów. Drużyny podzielono na trzy trzyzespołowe grupy. Zwycięzcy grup awansowali do półfinałów (gdzie czekał już poprzedni triumfator Copa América- drużyna Urugwaju). Zwycięzcy półfinałów awansowali do finału, a przegrani grali w meczu o trzecie miejsce. Wszystkie mecze rozgrywano w Buenos Aires na stadionie Monumental, w Cordobie na stadionie Chateau Carreras i w Rosario na stadionie Arroyito.

## Uczestnicy

### Argentyna
| Nr                              | Zawodnik                  | Klub                            |
| ------------------------------- | ------------------------- | ------------------------------- |
| 1                               | Raúl Roque Alfaro         | River Plate                     |
| 2                               | Sergio Daniel Batista     | Argentinos Juniors Buenos Aires |
| 3                               | Claudio Paul Caniggia     | River Plate                     |
| 4                               | Oscar Alberto Dertycia    | Instituto Córdoba               |
| 5                               | José Luis Brown           | Stade Brest                     |
| 6                               | Hernán Edgardo Díaz       | Rosario Central                 |
| 7                               | Juan Gilberto Funes       | River Plate                     |
| 8                               | Oscar Román Acosta        | Ferro Carril Oeste              |
| 9                               | José Luis Cuciuffo        | Vélez Sarsfield Buenos Aires    |
| 10                              | Diego Armando Maradona    | SSC Napoli                      |
| 11                              | José Alberto Percudani    | CA Independiente                |
| 12                              | Darío Andrés Siviski      | San Lorenzo de Almagro          |
| 13                              | Oscar Alfredo Garré       | Ferro Carril Oeste              |
| 14                              | Ricardo Omar Giusti       | CA Independiente                |
| 15                              | Luis Alberto Islas        | CA Independiente                |
| 16                              | Julio Jorge Olarticoechea | Argentinos Juniors Buenos Aires |
| 17                              | Pedro Pablo Pasculli      | US Lecce                        |
| 18                              | Sergio Javier Goycochea   | River Plate                     |
| 19                              | Oscar Alfredo Ruggeri     | River Plate                     |
| 20                              | Carlos Daniel Tapia       | Boca Juniors                    |
| 21                              | Jorge Walter Theiller     | Newell’s Old Boys Rosario       |
| 22                              | Jorge Osvaldo Bartero     | Vélez Sarsfield Buenos Aires    |
| Trener: Carlos Salvador Bilardo |                           |                                 |

### Boliwia
| Nr | Zawodnik                | Klub                   |
| --- | ----------------------- | ---------------------- |
| 1 | Luis Esteban Galarza    | Club The Strongest     |
| 2 | Romer Antonio Roca      | Oriente Petrolero      |
| 3 | Miguel Angel Noro       | Club Blooming          |
| 4 | Félix Vera              | Club Jorge Wilstermann |
| 5 | Rolando Coimbra         | Club Blooming          |
| 6 | Eduardo Andrés Villegas | Club The Strongest     |
| 7 | Marciano Saldías        | Oriente Petrolero      |
| 8 | José Milton Melgar      | Boca Juniors           |
| 9 | Federico Justiniano     | Destroyers Santa Cruz  |
| 10 | Carlos Fernando Borja   | Club Bolívar           |
| 11 | Wilson Avila            | Oriente Petrolero      |
| 12 | Marco Antonio Barrero   | Club Jorge Wilstermann |
| 13 | Juan Mauricio Ramos     | Florida                |
| 14 | Roly Paniagua           | Club Blooming          |
| 15 | Guillermo Alvaro Peña   | Club Blooming          |
| 16 | Oscar Ramírez           | Oriente Petrolero      |
| 17 | Víctor Hugo Antelo      | Oriente Petrolero      |
| 18 | Carlos Arias Torrico    | Club Bolívar           |
| 19 | Gastón Alberto Taborga  | Club Blooming          |
| 20 | Silvio Edmundo Rojas    | Club Blooming          |
| Trener: Nito Osvaldo Veiga                                                                                  |                         |                        |
| Uwaga: Mauricio Ramos i Marciano Saldías, choć zostali zgłoszeni, nie pojechali na mistrzostwa do Argentyny |                         |                        |

### Brazylia
| Nr                           | Zawodnik                                    | Klub                      |
| ---------------------------- | ------------------------------------------- | ------------------------- |
| 1                            | CARLOS Roberto Gallo                        | Corinthians Paulista      |
| 2                            | JOSIMAR Higino Pereira                      | Botafogo FR               |
| 3                            | GERALDÃO - Geraldo Dutra Pereira            | Cruzeiro EC               |
| 4                            | RICARDO Roberto ROCHA                       | Guarani FC                |
| 5                            | William DOUGLAS Huminia Menezes             | Cruzeiro EC               |
| 6                            | NELSINHO Kerchner                           | São Paulo FC              |
| 7                            | MÜLLER - Luiz Antônio Correia da Costa      | São Paulo FC              |
| 8                            | RAÍ - Raimundo Souza Vieira de Oliveira     | Botafogo Ribeirão Preto   |
| 9                            | CARECA - Antônio de Oliveira Filho          | SSC Napoli                |
| 10                           | EDÚ MARANGÓN - Eduardo Marangón             | Portuguesa São Paulo      |
| 11                           | VALDO Cândido de Oliveira Filho             | Grêmio Porto Alegre       |
| 12                           | ZÉ CARLOS - José Carlos da Costa Araújo     | CR Flamengo               |
| 13                           | JORGINHO - Jorge José de Amorim Campos      | CR Flamengo               |
| 14                           | RICARDO GOMES Raymundo                      | Fluminense Rio de Janeiro |
| 15                           | JULIO CÉSAR da Silva                        | HSC Montpellier           |
| 16                           | DUNGA - Carlos Caetano Bledorn Verri        | CR Vasco da Gama          |
| 17                           | EDÚ MANGA- Eduardo Santos                   | SE Palmeiras              |
| 18                           | Paulo SILAS do Prado Pereira                | São Paulo FC              |
| 19                           | ROMÁRIO de Souza Faria                      | CR Vasco da Gama          |
| 20                           | MIRANDINHA - Francisco Ernani Lima de Silva | Newcatle United           |
| 21                           | JOÃO PAULO - Sérgio Luís Donizetti          | Guarani FC                |
| 22                           | REGIS - Reginaldo Paes Leme Ferreira        | América Rio de Janeiro    |
| Trener: Carlos Alberto SILVA |                                             |                           |

### Chile
| Nr                              | Zawodnik                  | Klub                      |
| ------------------------------- | ------------------------- | ------------------------- |
| 1                               | Roberto Antonio Rojas     | CSD Colo-Colo             |
| 2                               | Oscar Patricio Reyes      | Club Universidad de Chile |
| 3                               | Ricardo Roberto Toro      | CD Palestino              |
| 4                               | Luis Orlando Hormazábal   | CSD Colo-Colo             |
| 5                               | Luis Abdón Rodríguez      | Club Universidad de Chile |
| 6                               | Jaime Augusto Pizarro     | CSD Colo-Colo             |
| 7                               | Ivo Alexie Basay          | Everton de Viña del Mar   |
| 8                               | Eduardo Hernán Gómez      | CD Cobreloa               |
| 9                               | Juan Carlos Letelier      | CD Cobreloa               |
| 10                              | Jorge Alejandro Contreras | UD Las Palmas             |
| 11                              | Fernando Enrique Astengo  | Grêmio Porto Alegre       |
| 12                              | Marco Antonio Cornez      | CD Universidad Católica   |
| 13                              | Jaime Andrés Vera         | CSD Colo-Colo             |
| 14                              | Rubén Alberto Espinoza    | CD Universidad Católica   |
| 15                              | Osvaldo Heriberto Hurtado | CD Universidad Católica   |
| 16                              | Iván Luis Zamorano        | CD Cobresal               |
| 17                              | Sergio Mario Salgado      | CD Cobresal               |
| 18                              | Luis Patricio Mardones    | CD Universidad Católica   |
| 19                              | Alex Patricio Martínez    | CD Universidad Católica   |
| 20                              | Héctor Eduardo Puebla     | CD Cobreloa               |
| 21                              | Hugo Eduardo Rubio        | CSD Colo-Colo             |
| 22                              | Mario Ignacio Osbén       | CD Cobreloa               |
| Trener: Orlando Enrique Aravena |                           |                           |

### Ekwador
| Nr                    | Zawodnik                 | Klub                 |
| --------------------- | ------------------------ | -------------------- |
| 1                     | Héctor Lautaro Chiriboga | LDU Quito            |
| 2                     | Luis Mosquera            | CD El Nacional       |
| 3                     | Kléber Emilio Fajardo    | Emelec Guayaquil     |
| 4                     | Wilson Homero Macías     | Filanbanco Guayaquil |
| 5                     | Edgar Germán Domínguez   | Filanbanco Guayaquil |
| 6                     | Luis Enrique Capurro     | Filanbanco Guayaquil |
| 7                     | Jaime Fernando Baldeón   | CD El Nacional       |
| 8                     | Alex Darío Aguinaga      | Deportivo Quito      |
| 9                     | Lupo Cenén Quiñónez      | Barcelona SC         |
| 10                    | Hamilton Emilio Cuvi     | Filanbanco Guayaquil |
| 11                    | Geovanny Alfonso Mera    | CD El Nacional       |
| 12                    | Carlos Luis Morales      | Barcelona SC         |
| 13                    | Pablo Esteban Marín      | Deportivo Cuenca     |
| 14                    | Ney Raúl Avilés          | Emelec Guayaquil     |
| 15                    | Urlín Canga Quintero     | Emelec Guayaquil     |
| 16                    | Juan Carlos Jacomé       | LDU Quito            |
| 17                    | Pietro Raúl Marsetti     | LDU Quito            |
| 18                    | Galo Fidean Vásquez      | Barcelona SC         |
| 19                    | José Jacinto Vega        | Barcelona SC         |
| 20                    | Carlos Milton Enríquez   | Deportivo Quito      |
| Trener: Luis Grimaldi |                          |                      |

### Kolumbia
| Nr                                 | Zawodnik                  | Klub                   |
| ---------------------------------- | ------------------------- | ---------------------- |
| 1                                  | José René Higuita         | Atlético Nacional      |
| 2                                  | Luis Carlos Perea         | Independiente Medellín |
| 3                                  | Nolberto Molina           | Atlético Nacional      |
| 4                                  | Luis Fernando Herrera     | Atlético Nacional      |
| 5                                  | Carlos Mario Hoyos        | Deportivo Cali         |
| 6                                  | José Ricardo Pérez        | Atlético Nacional      |
| 7                                  | Anthony William De Avila  | América Cali           |
| 8                                  | Leonel de Jesús Alvarez   | Independiente Medellín |
| 9                                  | Juan Jairo Galeano        | Atlético Nacional      |
| 10                                 | Carlos Alberto Valderrama | Deportivo Cali         |
| 11                                 | Bernardo Redín            | Deportivo Cali         |
| 12                                 | Mario Jiménez             | Quindío Armenia        |
| 13                                 | John Jairo Tréllez        | Atlético Nacional      |
| 14                                 | Alexis Antonio Mendoza    | Atlético Junior        |
| 15                                 | Sergio Angulo             | Deportivo Cali         |
| 16                                 | Jorge Armando Porras      | América Cali           |
| 17                                 | Mario Coll                | Atlético Junior        |
| 18                                 | Gabriel Jaime Gómez       | Millonarios FC         |
| 19                                 | Arnoldo Alberto Iguarán   | Millonarios FC         |
| 20                                 | Alexander Escobar         | América Cali           |
| Trener: Francisco Antonio Maturana |                           |                        |

### Paragwaj
| Nr                    | Zawodnik                 | Klub                      |
| --------------------- | ------------------------ | ------------------------- |
| 1                     | Roberto Eladio Fernández | Deportivo Cali            |
| 2                     | Juan Bautista Torales    | Club Libertad             |
| 3                     | Rogelio Wilfrido Delgado | Club Olimpia              |
| 4                     | Justo Pastor Jacquet     | Cerro Porteño             |
| 5                     | César Zabala             | Cerro Porteño             |
| 6                     | Jorge Alberto Guasch     | Club Olimpia              |
| 7                     | Julio César Romero       | Fluminense Rio de Janeiro |
| 8                     | Gustavo Adolfo Benítez   | Club Olimpia              |
| 9                     | Roberto Cabañas          | América Cali              |
| 10                    | Adolfino Cañete          | Unión Magdalena           |
| 11                    | Ramón Ángel María Hicks  | CD Sabadell               |
| 12                    | Raúl Navarro             | Club Nacional             |
| 13                    | Virginio Cáceres         | Club Guaraní              |
| 14                    | Librado Rodríguez        | Atlético Colegiales       |
| 15                    | Marcelino Blanco         | Club Sol de América       |
| 16                    | Eumelio Ramón Palacios   | Club Libertad             |
| 17                    | Buenaventura Ferreira    | Club Guaraní              |
| 18                    | Félix Ricardo Torres     | Club Sol de América       |
| 19                    | Gabriel González         | Cerro Porteño             |
| 20                    | Jorge Amado Nunes        | Club Olimpia              |
| 21                    | Rafael Bobadilla         | Millonarios FC            |
| 22                    | Carlos Colarte           | Club Sol de América       |
| Trener: Silvio Parodi |                          |                           |

### Peru
| Nr                       | Zawodnik                        | Klub                     |
| ------------------------ | ------------------------------- | ------------------------ |
| 1                        | César Humberto Chávez           | Universitario Lima       |
| 2                        | Percy Celso Olivares            | Club Sporting Cristal    |
| 3                        | Martín Duffoo                   | Juventud La Palma        |
| 4                        | Leonardo Rojas                  | Universitario Lima       |
| 5                        | Pedro Jesús Requena             | Universitario Lima       |
| 6                        | Javier Chirinos                 | Universitario Lima       |
| 7                        | César Loyola                    | Club Sporting Cristal    |
| 8                        | Eduardo Hugo Malásquez          | Universitario Lima       |
| 9                        | Franco Enrique Navarro Monteiro | CA Independiente         |
| 10                       | Julio César Uribe               | América Cali             |
| 11                       | Jorge Alberto Hirano            | Club Bolívar             |
| 12                       | José Manuel González Ganoza     | Alianza Lima             |
| 13                       | Jorge Fausto Arteaga            | Club Sporting Cristal    |
| 14                       | Juan Máximo Reynoso             | Alianza Lima             |
| 15                       | Jorge Cordero                   | Unión Huaral             |
| 16                       | Jorge Andrés Olaechea           | Deportivo Cali           |
| 17                       | Luis Alberto Reyna              | Universitario Lima       |
| 18                       | Cedric Vázquez                  | Colégio San Agustín Lima |
| 19                       | Eugenio La Rosa                 | Alianza Lima             |
| 20                       | Roberto Martínez                | Colégio San Agustín Lima |
| 21                       | José Guillermo Del Solar        | Colégio San Agustín Lima |
| 22                       | José Anselmo Soto               | UTC Cajamarca            |
| Trener: Fernando Cuellar |                                 |                          |

### Urugwaj
| Nr                      | Zawodnik                   | Klub                      |
| ----------------------- | -------------------------- | ------------------------- |
| 1                       | Jorge Fernando Seré        | Danubio FC                |
| 2                       | Gonzalo Lizardo Díaz       | Montevideo Wanderers      |
| 3                       | Nelson Daniel Gutiérrez    | River Plate               |
| 4                       | Obdulio Eduardo Trasante   | CA Peñarol                |
| 5                       | José Luis Pintos Saldaña   | Club Nacional de Football |
| 6                       | José Enrique Peña          | Montevideo Wanderers      |
| 7                       | Antonio Alzamendi          | River Plate               |
| 8                       | Gustavo Matosas            | CA Peñarol                |
| 9                       | Enrique Raúl Báez          | Montevideo Wanderers      |
| 10                      | Enzo Francescoli           | Racing Paryż              |
| 11                      | Ruben Sosa                 | Real Saragossa            |
| 12                      | Eduardo Pereira            | CA Peñarol                |
| 13                      | Oscar Osvaldo Aguirregaray | Defensor Sporting         |
| 14                      | Alfonso Enrique Domínguez  | CA Peñarol                |
| 15                      | José Batlle Perdomo        | CA Peñarol                |
| 16                      | Pablo Javier Bengoechea    | Montevideo Wanderers      |
| 17                      | Erardo José Cócaro         | Progreso Montevideo       |
| 18                      | Mauricio Joselito Silvera  | Club Nacional de Football |
| 19                      | Walter Luis Pelletti       | Montevideo Wanderers      |
| 20                      | Gustavo Dalto              | Danubio FC                |
| 21                      | Eduardo Da Silva           | CA Peñarol                |
| 22                      | Héctor Tuja                | Defensor Sporting         |
| Trener: Roberto Fleitas |                            |                           |

### Wenezuela
| Nr                     | Zawodnik                 | Klub               |
| ---------------------- | ------------------------ | ------------------ |
| 1                      | César Renato Baena       | Caracas            |
| 2                      | René Torres              | Estudiantes Mérida |
| 3                      | Julio Alberto Quintero   | Portuguesa FC      |
| 4                      | Pedro Javier Acosta      | Marítimo Caracas   |
| 5                      | Héctor Enrique Rivas     | Marítimo Caracas   |
| 6                      | José Francisco Nieto     | UAT San Cristóbal  |
| 7                      | Franco Rizzi             | Marítimo Caracas   |
| 8                      | Nelson José Carrero      | Marítimo Caracas   |
| 9                      | Hebert Márquez           | Marítimo Caracas   |
| 10                     | Carlos Fabián Maldonado  | UAT San Cristóbal  |
| 11                     | Wilton Arreaza           | Caracas            |
| 12                     | Daniel Nikolac           | Marítimo Caracas   |
| 13                     | Ildemaro Fernández       | Estudiantes Mérida |
| 14                     | Iván José Isea           | Marítimo Caracas   |
| 15                     | Zdenko Morovic           | Italia Caracas     |
| 16                     | Pablo Mendoza            | Italia Caracas     |
| 17                     | Robert Ellie             | Caracas            |
| 18                     | Asdrúbal José Sánchez    | Estudiantes Mérida |
| 19                     | Ángel Castillo           | Italia Caracas     |
| 20                     | William Gerardo Méndez   | UAT San Cristóbal  |
| 21                     | Abraham Gerardo Ferrebús | Caracas            |
| 22                     | Rodolfo Carvajal         | Estudiantes Mérida |
| Trener: Rafael Santana |                          |                    |

## Mecze

### Grupa A

#### Argentyna–Peru
| ARGENTYNA - PERU 1:1 (0:0) |
| --- |
| 27 czerwca 1987, Buenos Aires, Estadio Monumental (widzów 40 000)                                                                          |
| Sędzia: Armando Pérez Hoyos |
| ARGENTYNA: Islas - Cuciuffo, Brown, Ruggeri, Olarticoechea - Giusti, Batista, Alfaro (79 Díaz), Tapia (64 Caniggia) – Maradona, Percudani  |
| PERU: González Ganoza - Rojas, Olaechea, Requena, Vázquez - Reyna, Chirinos, Martínez (66 La Rosa), Uribe - Navarro, Hirano (87 Del Solar) |
| Bramki: 1:0 Maradona 47, 1:1 Reyna 59 |
| Czerwone kartki: Batista 68 / Uribe 68 |

#### Argentyna–Ekwador
| ARGENTYNA - EKWADOR 3:0 (0:0) |
| --- |
| 2 lipca 1987, Buenos Aires, Estadio Monumental (widzów 30 000)                                                                            |
| Sędzia: Romualdo Arppi Filho |
| ARGENTYNA: Islas - Cuciuffo, Brown, Ruggeri - Olarticoechea, Díaz (80 Siviski), Giusti, Alfaro (45 Caniggia), Tapia - Maradona, Percudani |
| EKWADOR: Morales - Mosquera, Macías, Fajardo, Capurro - Marín (57 Baldeón), Vega, Vásquez, Cuvi - Quińónez, Avilés (42 Mera)              |
| Bramki: 1:0 Caniggia 50g, 2:0 Maradona 67k, 3:0 Maradona 85w                                                                              |

#### Peru–Ekwador
| PERU - EKWADOR 1:1 (0:0) |
| --- |
| 4 lipca 1987, Buenos Aires, Estadio Monumental (widzów 10 000)                                                                   |
| Sędzia: Asterio Martínez |
| PERU: González Ganoza - Rojas, Olaechea, Requena, Vázquez - Reynoso, Chirinos, Malásquez - La Rosa, Navarro, Hirano (45 Loyola)  |
| EKWADOR: Chiriboga - Mosquera, Macías, Fajardo, Capurro - Marín, Vega, Aguinaga (69 Vásquez), Cuvi - Mera, Quińónez (65 Baldeón) |
| Bramki: 0:1 Cuvi 72, 1:1 La Rosa 87                                                                                              |
| Czerwone kartki: Vázquez 83 / -                                                                                                  |

### Grupa B

#### Brazylia–Wenezuela
| BRAZYLIA - WENEZUELA 5:0 (2:0) |
| --- |
| 28 czerwca 1987, Córdoba, Estadio Chateau Carreras (widzów 8000)                                                                           |
| Sędzia: Elías Jacomé |
| BRAZYLIA: Carlos - Josimar, Geraldăo, Ricardo Rocha, Nelsinho - Raí, Douglas (71 Silas), Edú Marangón - Müller (66 Romário), Careca, Valdo |
| WENEZUELA: Baena - Torres, Morovic, Acosta, Rivas - Rizzi, Nieto (63 Sánchez), Carrero - Méndez (45 Márquez), Fernández, Arreaza           |
| Bramki: 1:0 Edú Marangón 33, 2:0 Morovic 39s, 3:0 Careca 66, 4:0 Nelsinho 72, 5:0 Romário 89                                               |

#### Chile–Wenezuela
| CHILE - WENEZUELA 3:1 (1:1) |
| --- |
| 30 czerwca 1987, Córdoba, Estadio Chateau Carreras (widzów 5000)                                                                   |
| Sędzia: Luis Barrancos |
| CHILE: Rojas - Espinoza, Astengo, Gómez, Martínez - Pizarro, Mardones, Hurtado (64 Vera) – Letelier (45 Salgado), Basay, Contreras |
| WENEZUELA: Nikolac - Torres, Acosta, Rivas, Quintero (78 Mendoza) – Rizzi, Carrero, Sánchez - Méndez (67 Nieto), Márquez, Arreaza  |
| Bramki: 1:0 Letelier 17, 1:1 Acosta 24k, 2:1 Contreras 70, 3:1 Salgado 83                                                          |
| Czerwone kartki: Gómez 56 / Carrero 56                                                                                             |

#### Chile–Brazylia
| CHILE - BRAZYLIA 4:0 (1:0) |
| --- |
| 3 lipca 1987, Córdoba, Estadio Chateau Carreras (widzów 15 000)                                                                                  |
| Sędzia: Juan Daniel Cardellino |
| CHILE: Rojas - Reyes, Astengo, Toro, Hormazábal - Pizarro, Mardones, Contreras, Puebla - Basay (80 Zamorano), Letelier (76 Salgado)              |
| BRAZYLIA: Carlos - Josimar, Ricardo Rocha (45 Geraldăo), Julio César, Nelsinho - Raí, Douglas, Edú Marangón (53 Romário), Valdo - Müller, Careca |
| Bramki: 1:0 Basay 41g, 2:0 Letelier 48, 3:0 Basay 68g, 4:0 Letelier 75                                                                           |
| Czerwone kartki: - / Nelsinho 57 |

### Grupa C

#### Paragwaj–Boliwia
| PARAGWAJ - BOLIWIA 0:0 |
| --- |
| 28 czerwca 1987, Rosario, Estadio Gigante de Arroyito (widzów 5000)                                                                  |
| Sędzia: Enrique Labó |
| PARAGWAJ: Fernández - Torales, Zabala, Delgado, Jacquet - Romero, Nunes, Cańete (52 Palacios) – Hicks (72 Torres), Cabańas, González |
| BOLIWIA: Barrero - Avila, Noro, Coimbra, Vera - Melgar (45 Justiniano), Villegas, Borja, Arias - Paniagua (78 Ramírez), Peńa         |

#### Kolumbia–Boliwia
| KOLUMBIA - BOLIWIA 2:0 (1:0) |
| --- |
| 1 lipca 1987, Rosario, Estadio Gigante de Arroyito (widzów 5000)                                                                   |
| Sędzia: Gastón Castro |
| KOLUMBIA: Higuita - Herrera, Perea, Molina, Hoyos - Alvarez, Pérez, Valderrama, Redín - Galeano (70 Iguarán), De Avila (84 Porras) |
| BOLIWIA: Barrero (45 Galarza) – Avila, Noro, Vera, Coimbra - Taborga (62 Ramírez), Arias, Villegas, Borja - Peña, Paniagua         |
| Bramki: 1:0 Valderrama 34, 2:0 Iguarán 89                                                                                          |
| Czerwone kartki: Pérez 83, Perea 84 / Coimbra 81, Paniagua 86                                                                      |

#### Kolumbia–Paragwaj
| KOLUMBIA - PARAGWAJ 3:0 (2:0) |
| --- |
| 5 lipca 1987, Rosario, Estadio Gigante de Arroyito (widzów 10 000)                                                                       |
| Sędzia: Francisco Lamolina |
| KOLUMBIA: Higuita - Herrera, Mendoza, Molina, Hoyos - Alvarez, Coll, Valderrama, Redín - Galeano (68 Angulo), Iguarán                    |
| PARAGWAJ: Fernández - Torales, Zabala, Delgado, Jacquet - Benítez, Nunes, Cañete (45 González) – Romero, Cabañas (57 Ferreira), Palacios |
| Bramki: 1:0 Iguarán 8, 2:0 Iguarán 34, 3:0 Iguarán 50                                                                                    |

### Półfinały

#### Chile–Kolumbia
| CHILE - KOLUMBIA 2:1 (0:0, 0:0) |
| --- |
| 8 lipca 1987, Córdoba, Estadio Chateau Carreras (widzów 10 000)                                                                     |
| Sędzia: Romualdo Arppi Filho |
| CHILE: Rojas - Reyes, Astengo, Gómez, Hormazábal - Mardones, Pizarro, Puebla (81 Vera), Contreras - Basay (54 Salgado), Letelier    |
| KOLUMBIA: Higuita - Herrera, Perea, Molina, Hoyos - Alvarez, Pérez, Redín, Valderrama - Galeano (67 De Avila), Iguarán (46 Tréllez) |
| Bramki: 0:1 Redín 103k, 1:1 Astengo 106g, 2:1 Vera 108                                                                              |
| Żółte kartki: - / Herrera, Alvarez, Pérez                                                                                           |

#### Urugwaj–Argentyna
| URUGWAJ - ARGENTYNA 1:0 (1:0) |
| --- |
| 9 lipca 1987, Buenos Aires, Estadio Monumental (widzów 75 000)                                                                                          |
| Sędzia: Elías Jácome |
| URUGWAJ: Pereira - Domínguez, Gutiérrez, Trasante, Pintos Saldaña - Matosas, Perdomo, Bengoechea (80 Peńa) – Alzamendi, Francéscoli, Sosa (77 Da Silva) |
| ARGENTYNA: Islas - Olarticoechea, Brown, Ruggeri, Cuciuffo (77 Alfaro) – Giusti, Batista, Tapia, Maradona - Caniggia, Percudani (46 Funes)              |
| Bramki: 1:0 Alzamendi 43 |
| Żółte kartki: Trasante, Perdomo, Sosa / Brown, Batista, Giusti                                                                                          |

### Mecz o III miejsce

#### Kolumbia–Argentyna
| KOLUMBIA - ARGENTYNA 2:1 (2:0) |
| --- |
| 11 lipca 1987, Buenos Aires, Estadio Monumental (widzów 15 000)                                                                            |
| Sędzia: Bernardo Corujo |
| KOLUMBIA: Higuita - Herrera, Perea, Molina, Hoyos - Gómez (46 De Avila), Coll, Alvarez, Redín (87 Escobar), Valderrama - Galeano           |
| ARGENTYNA: Islas - Olarticoechea, Brown, Ruggeri, Cuciuffo - Giusti, Batista, Tapia (46 Alfaro), Maradona - Caniggia, Percudani (46 Funes) |
| Bramki: 1:0 Gómez 8, 2:0 Galeano 27, 2:1 Caniggia 86                                                                                       |
| Żółte kartki: Gómez 6, Galeano 62, Coll 74 / Ruggeri 55, Brown 56                                                                          |

### Finał

#### Urugwaj–Chile
| URUGWAJ - CHILE 1:0 (0:0) |
| --- |
| 12 lipca 1987, Buenos Aires, Estadio Monumental (widzów 35 000)                                                                           |
| Sędzia: Romualdo Arppi Filho |
| URUGWAJ: Pereira - Domínguez, Gutiérrez, Trasante, Pintos Saldaña - Matosas, Perdomo, Bengoechea - Alzamendi (86 Peña), Francéscoli, Sosa |
| CHILE: Rojas - Reyes, Gómez, Astengo, Hormazábal - Mardones, Contreras, Puebla (19 Toro, 63 Rubio), Pizarro - Letelier, Basay             |
| Bramki: 1:0 Bengoechea 56 |
| Żółte kartki: - / Gómez 9, Astengo 17 |
| Czerwone kartki: Francéscoli 27, Perdomo 88 / Gómez 14, Astengo 88                                                                        |

## Podsumowanie

### Grupa A
| 27 czerwca |  | Argentyna | 1 | - | 1 (0-0) | Peru |

| 2 lipca |  | Argentyna | 3 | - | 0 (0-0) | Ekwador |
| 4 lipca |  | Peru      | 1 | - | 1 (0-0) | Ekwador |

#### Tabela końcowa
Grupa A
| M | Reprezentacja | L.m. | Zw. | Rem. | Por. | Bramki | R.br. | Pkt |
| 1 | Argentyna     | 2    | 1   | 1    | 0    | 4:1    | +3    | 3   |
| 2 | Peru          | 2    | 0   | 2    | 0    | 2:2    | 0     | 2   |
| 3 | Ekwador       | 2    | 0   | 1    | 1    | 1:4    | -3    | 1   |

### Grupa B
| 28 czerwca |  | Brazylia | 5 | - | 0 (2-0) | Wenezuela |

| 30 czerwca |  | Chile | 3 | - | 1 (1-1) | Wenezuela |
| 3 lipca    |  | Chile | 4 | - | 0 (1-0) | Brazylia  |

#### Tabela końcowa
Grupa B
| M | Reprezentacja | L.m. | Zw. | Rem. | Por. | Bramki | R.br. | Pkt |
| 1 | Chile         | 2    | 2   | 0    | 0    | 7:1    | +6    | 4   |
| 2 | Brazylia      | 2    | 1   | 0    | 1    | 5:4    | +1    | 2   |
| 3 | Wenezuela     | 2    | 0   | 0    | 2    | 1:8    | -7    | 0   |

### Grupa C
| 28 czerwca |  | Boliwia | 0 | - | 0 | Paragwaj |

| 1 lipca |  | Kolumbia | 2 | - | 0 (1-0) | Boliwia  |
| 5 lipca |  | Kolumbia | 3 | - | 0 (2-0) | Paragwaj |

#### Tabela końcowa
Grupa C
| M | Reprezentacja | L.m. | Zw. | Rem. | Por. | Bramki | R.br. | Pkt |
| 1 | Kolumbia      | 2    | 2   | 0    | 0    | 5:0    | +5    | 4   |
| 2 | Boliwia       | 2    | 0   | 1    | 1    | 0:2    | -2    | 1   |
| 3 | Paragwaj      | 2    | 0   | 1    | 1    | 0:3    | -3    | 1   |

### Półfinały
| 8 lipca |  | Chile | 2 | - | 1 (0-1, 0-0, 0-0), po dogrywce | Kolumbia |

| 9 lipca |  | Argentyna | 0 | - | 1 (0-1) | Urugwaj |

### O trzecie miejsce
| 11 lipca |  | Argentyna | 1 | - | 2 (0-2) | Kolumbia |

### Finał
| 12 lipca |  | Urugwaj | 1 | - | 0 (0-0) | Chile |

Trzydziestym trzecim triumfatorem turnieju Copa América został po raz drugi z rzędu (w sumie trzynasty) zespół Urugwaju.

### Strzelcy bramek
| Gole   | Piłkarze |
| ------ | --- |
| 4      | Iguarán |
| 3      | Maradona Letelier |
| 2      | Caniggia Basay |
| 1      | Careca, Edú Marangón, Nelsinho, Romário Astengo, Contreras, Salgado, Vera Galeano, Gómez, Redín, Valderrama Cuvi La Rosa, Reyna Alzamendi, Bengoechea Acosta |
| samob. | Morovic (dla Brazylii) |

### Sędziowie
| Mecze | Sędziowie |
| ----- | --- |
| 3     | Romualdo Arppi Filho |
| 2     | Elías Jacomé |
| 1     | Francisco Lamolina Luis Barrancos Gastón Castro Armando Pérez Hoyos Asterio Martínez Enrique Labó Juan Daniel Cardellino Bernardo Corujo |